# All the Plans (cançó)
"All the Plans" és una cançó del grup de rock alternatiu, Starsailor. La cançó va ser oficialment anunciada com el segon senzill de l'àlbum de Starsailor del mateix nom el 16 d'abril de 2009 i llançat el 15 de juny de 2009. Va ser inicialment conegut com a "All the plans we made".

## Producció
El 26 d'abril del 2008 The Sun va anunciar-hi que Ronnie Wood havia estat enregistrant amb Starsailor durant una setmana. La banda més tard va confirmar la participació del guitarrista dels Rolling Stone en l'enregistrament de la pista.